# رازبورای فونیکس
بوراراس مراح با نام علمی Boraras merah گونه‌ای ماهی از خانواده پرتوبالگان از تیره بوراراس است که بیشتر با نام رازبورای فونیکس (Phoenix rasbora) شناخته می‌شود. طول آن بین ۱۵ تا ۲۰ میلیمتر است و رنگ پایه آن قرمز است.

## علم اشتقاق لغات
Boraras یک آناگرام از رازبورا (یک اصطلاح عمومی برای گروهی است که این گونه را شامل می‌شود) که معکوس شدن نسبت مهره‌های شکمی و دمی در این گونه را برجسته می‌کند. بوراراس مراح به دلیل رنگ بدنش کع در زبان اندونزی به معنای قرمز است نامگذاری شده‌است.

## پراکندگی و زیستگاه
این گونه در جنوب و غرب بورنئو یافت می‌شود و در رودخانه‌ها و رودخانه‌های آب شیرین با محتوای ذغال سنگ نارس (پوده) بالا زندگی می‌کند.

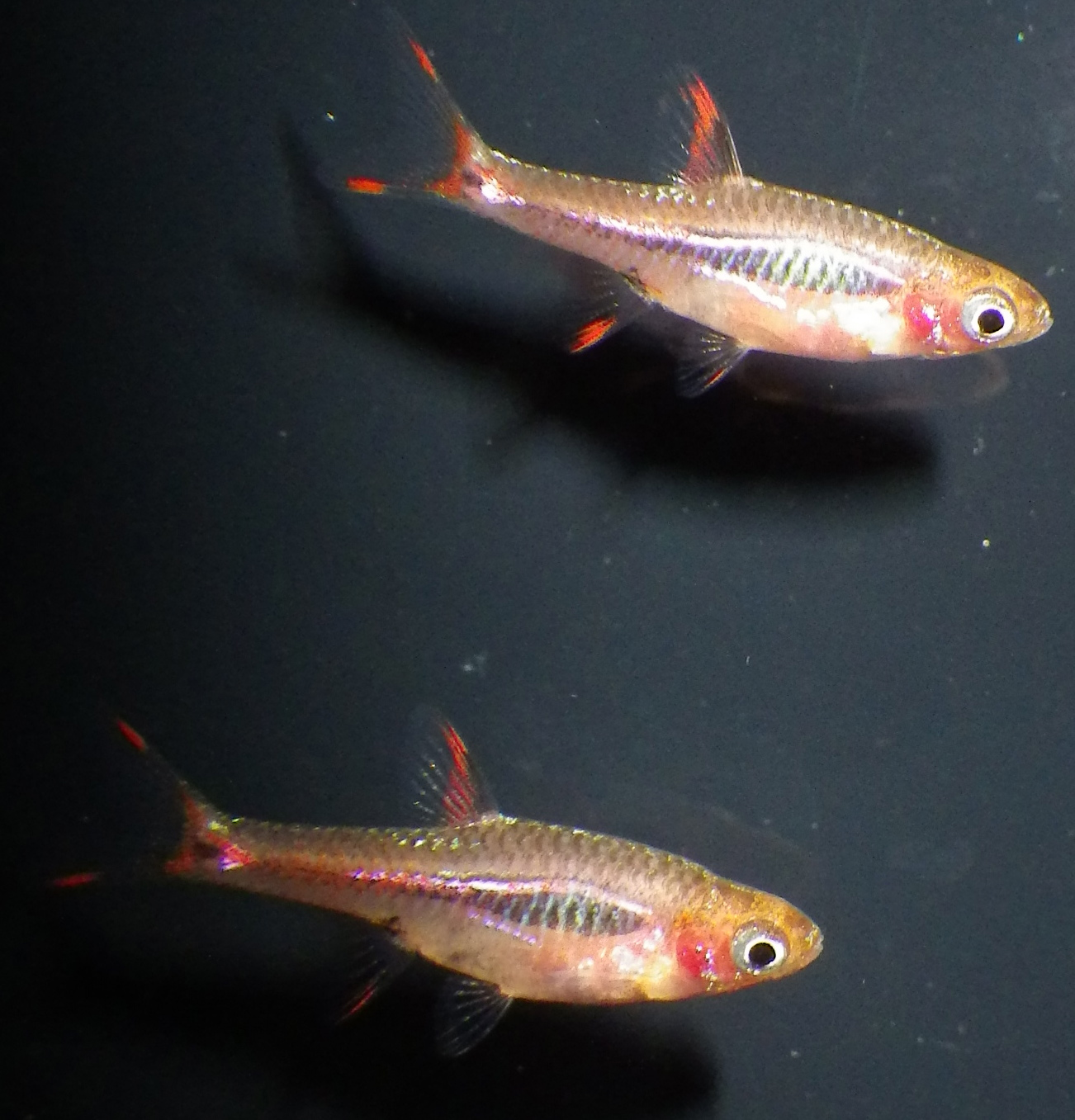
بوراراس مراح یا رازبورای فونیکس